# Michael Rott
Michael Rott (* 14. März 1898 in Bonn; † 19. April 1947 ebenda) war ein deutscher Politiker (CDU) und Gewerkschaftsfunktionär.

## Leben
Rott erlernte das Bäckerhandwerk und war ab 1919 im Verband der Nahrungs- und Genußmittel industrieller Arbeiter organisiert. Für den Verband war er ab 1920 als Gewerkschaftssekretär hauptamtlich tätig. Ab 1921 wechselte er zur Gewerkschaft der Eisenbahner (GdE). Für diese christliche Gewerkschaft, die nicht mit der späteren GdED  und ebenso nicht mit der österreichischen GdE zu verwechseln ist, war er bis Mitte 1933 als Gewerkschaftssekretär im Rhein-Main-Gebiet tätig. Zugleich war Rott als Beamtensekretär Mitglied des Vorstandes des regionalen Beamtenbundes in Westfalen und im Rheinland.
Im Zusammenhang mit der Auflösung der christlichen Gewerkschaften nach der Machtübernahme der Nationalsozialisten wurde Rott Mitte 1933 entlassen. Er verweigerte den Beitritt zur NSDAP. Auch wenn Rott offenbar keine aktive Rolle im Widerstand gegen das NS-Regime übernahm, unterhielt er Verbindungen zu Jakob Kaiser und zum Kreis um Wilhelm Leuschner. Nach eigenen Angaben arbeitete er in dieser Zeit eng mit Johannes Albers und Andreas Hermes zusammen.
Nach dem Ende des Zweiten Weltkrieges beteiligte sich Rott aktiv am gewerkschaftlichen und politischen Neuaufbau in Bonn. Er war Gründungsmitglied der CDU. Von August bis Juni 1946 war Rott Zweiter Vorsitzender des Demokratischen Gewerkschaftsbundes für Bonn. Ab März 1946 wurde er Mitglied des Zonenausschusses der Gewerkschaften in der Britischen Besatzungszone. Von Juli 1946 bis April 1947 übernahm er mehrere gewerkschaftliche Funktionen auf regionaler Ebene; so war er unter anderem Zweiter Vorsitzender der Gewerkschaft Öffentliche Dienste, Transport und Verkehr (ÖTV) in zwei Bezirken der Nordrhein-Provinz.
Zudem war Rott in der zweiten Ernennungsperiode vom 19. Dezember 1946 an bis zu seinem Tod Mitglied des Landtags von Nordrhein-Westfalen. Einen Tag vor der ersten Landtagswahl starb er bei einem Verkehrsunfall, bei dem auch die ÖTV-Gewerkschaftsfunktionäre Franz Sinzig und Walter Benninghaus ums Leben kamen.